# لی ته سون
لی ته سون (کره‌ای: 이태선؛ زادهٔ ۱۶ ژوئیه ۱۹۹۳) بازیگر اهل کره جنوبی است. او حرفه بازیگری خود را در سال ۲۰۱۶ و با ایفای نقش در مجموعه تلویزیونی هنرمندان آغاز کرد.

## فیلم‌شناسی

### مجموعه تلویزیونی
| سال     | عنوان                           | نقش                   | توضیحات             | منابع         |
| ------- | ------------------------------- | --------------------- | ------------------- | ------------- |
| ۲۰۱۶    | هنرمندان                        | نا یون سو             |                     | [ ۱ ]         |
| ۲۰۱۷    | ملکه حلقه                       | بیون ته هیون          |                     | [ ۲ ]         |
| ۲۰۱۷–۱۸ | دفترچه زندان                    | کیم جه هیوک (جوانی)   |                     | [ ۳ ]         |
| ۲۰۱۸    | عشق اول من                      | شین جو هوان           |                     | [ ۴ ]         |
| ۲۰۱۸    | دادخواست‌ها                      | سو گی وونگ            |                     | [ ۵ ]         |
| ۲۰۱۸    | آی‌دی من خوشگل گانگنامه          | سو یو جین             |                     | [ ۶ ]         |
| ۲۰۱۹    | هتل دل لونا                     | یون وو / پارک یونگ سو |                     | [ ۷ ]         |
| ۲۰۱۹    | درامای ویژه کی‌بی‌اس              | جونگ ته گو            | قسمت: «خرابی ماشین» | [ ۸ ]         |
| ۲۰۱۹–۲۰ | عشق زیباست، زندگی فوق‌العاده است | کانگ شی وول           |                     | [ ۹ ]         |
| ۲۰۲۱    | Next Door Witch J               | لی وو بین             | مجموعه اینترنتی     | [ ۱۰ ] [ ۱۱ ] |
| ۲۰۲۳    | شکوفایی جوانی ما                | کیم میونگ جین         |                     | [ ۱۲ ]        |